# Istočni Mojstir
Istočni Mojstir (en serbe cyrillique : Источни Мојстир) est un village de Serbie situé dans la municipalité de Tutin, district de Raška. Au recensement de 2011, il comptait 98 habitants.
Istočni Mojstir est également connu sous les noms de Mojstir Hristijan et Mojstir-Istočni.

## Démographie
| 1948 | 1953 | 1961 | 1971 | 1981 | 1991 | 2002 | 2011 |
| ---- | ---- | ---- | ---- | ---- | ---- | ---- | ---- |
| 398  | 437  | 490  | 398  | 270  | 159  | 138  | 98   |

|  |